# 何昂
何昂（1916年—？），字振飞，男，江苏泰兴人，中国化学电源技术专家，曾任第四机械工业部新乡755厂副厂长兼总工程师。